# 유 알 낫 마이 마더
유 알 낫 마이 마더(Samhain, You Are Not My Mother)는 아일랜드에서 제작된 케이트 돌란 감독의 2021년 심리적 공포 영화이다.
이 영화는 2021년 토론토 국제영화제에서 미드나이트 매드니스 스트리밍을 통해 초연되었다.

## 출연
- Hazel Doupe - Char 역
- Carolyn Bracken - Angela 역
- Paul Reid - Aaron 역
- Jade Jordan - Ms. Devlin 역
- Ingrid Craigie - Rita 역
- Jordanne Jones - Suzanne 역
- Katie White - Kelly 역
- Aoife Spratt - Officer Jenny 역
- Lucie Doran - Young Char 역
- Martin O'Sullivan - Frank 역
- Miriam Devitt - TV sitcom - Witch 역
- Florence Adebambo - Amanda 역
- Colin Peppard - Jamie 역
- Madi O'Carroll - Tour Guide 역